# Брайс-Каньон (национальный парк)
Брайс-Ка́ньон (англ. Bryce Canyon National Park) — национальный парк в США, расположенный на юго-западе штата Юта. Площадь парка — 145 км². Основной достопримечательностью парка является каньон Брайс (англ. Bryce Canyon). Несмотря на название, это не совсем каньон, а скорее гигантский природный амфитеатр вдоль восточной стороны плато Паунтсаугант, созданный эрозией. Брайс-Каньон примечателен своими уникальными геологическими структурами, называемыми худу и образованными эрозией речных и озерных отложений в результате воздействия ветра, воды и льда. Красные, оранжевые и белые цвета горных пород представляют захватывающее зрелище, особенно на восходе или закате солнца.

## География
Брайс-Каньон расположен намного выше, чем близлежащие национальные парки Гранд-Каньон и Зайон. Высота края Брайс-Каньона варьируется от 2400 до 2700 метров над уровнем моря, в то время как южный край Гранд-Каньона расположен на высоте 2100 метров над уровнем моря. Таким образом, территория парка сильно отличается экологией и климатом, создавая контраст для посетителей, которые часто совмещают посещение трёх парков в одной поездке.

## Освоение
Территория вблизи каньона была населена пионерами-мормонами в 1850-е годы. Он был назван в честь Эбенезера Брайса, основавшего усадьбу в этом районе в 1875-м году. Территория вокруг каньона Брайс стала национальным памятником в 1924 году, а спустя четыре года — национальным парком. По посещаемости парк уступает лишь национальным паркам Гранд-Каньон и Зайон — в основном из-за своей удаленности. Город Канаб в Юте расположен в центре между тремя этими парками.

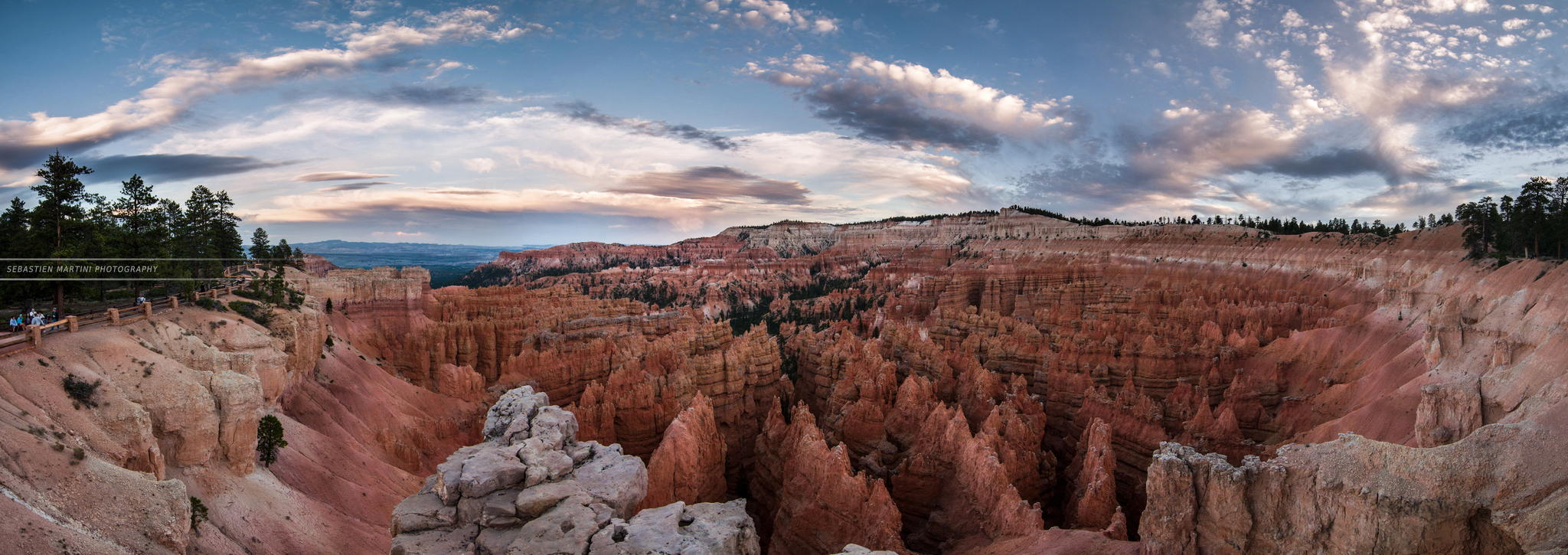
Панорама Брайс-Каньона